# Teresa da Baviera
Teresa Carlota Mariana Augusta (em alemão: Therese Charlotte Marianne Auguste) (Munique, 12 de novembro de 1850 - Lindau, 19 de setembro de 1925) foi uma princesa da Baviera, etnóloga, zoóloga e botânica. Ela percorreu vários países em diversos continentes, estando no Brasil no ano de 1888.

## Biografia
Teresa Carlota Mariana Augusta nasceu em Munique, no Reino da Baviera, em 12 de novembro de 1850. Em 1871, com a unificação alemã, a Baviera passou a integrar o Império Alemão.

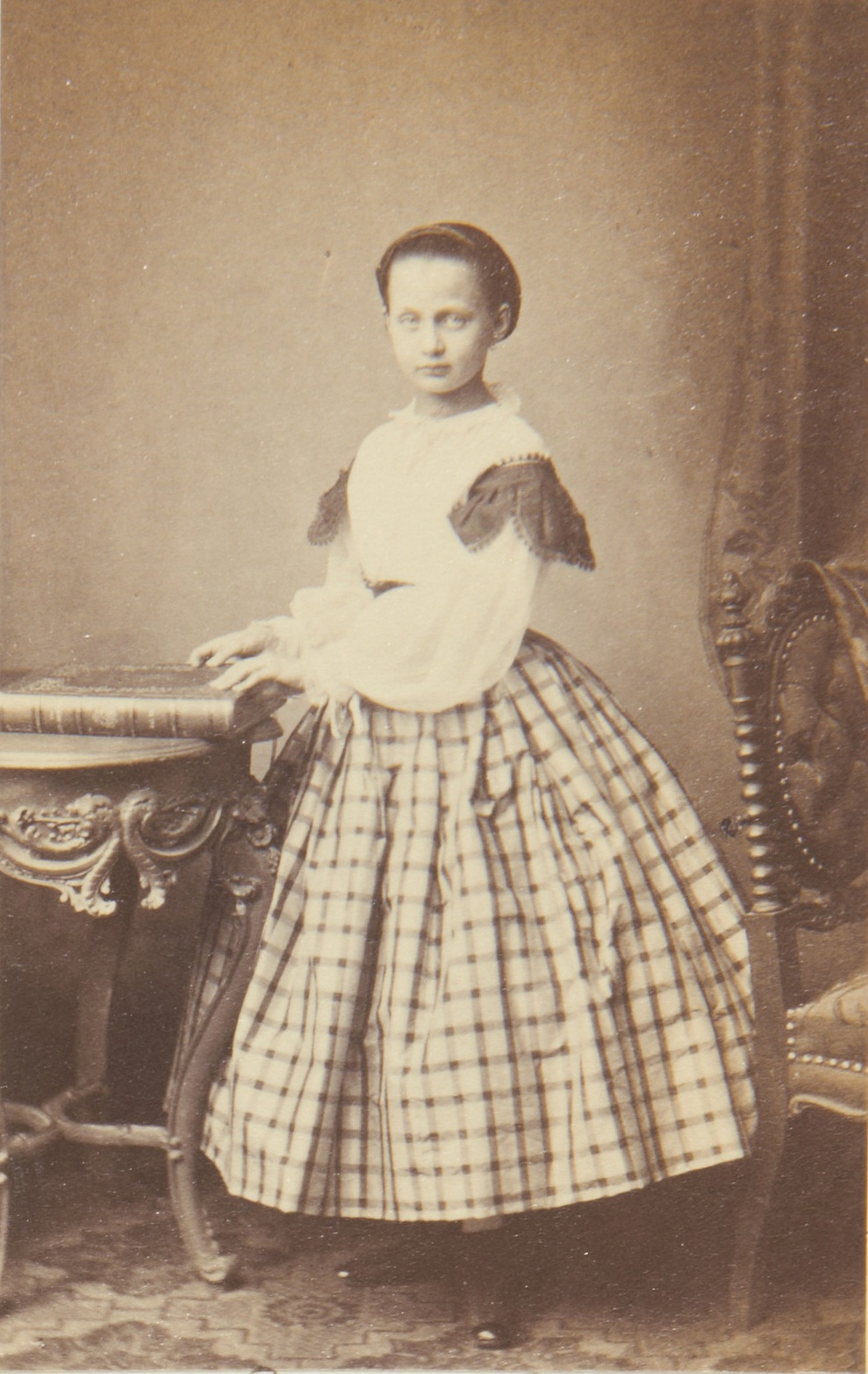
Teresa em 1864

Filha do príncipe Leopoldo, regente da Baviera, e da arquiduquesa Augusta da Áustria. Seus pais se casaram em 1844 e tiveram quatro filhos: Luís III (1845-1921), Leopoldo (1846-1930), Teresa e Arnulfo (1852-1907). Sua mãe morreu quando ela tinha 14 anos, e a partir de então Teresa foi criada pela tia, a rainha Maria, esposa do rei Maximiliano II, que a menina chamava de "rainha-mãe".
A presença de um grande círculo de intelectuais na corte de Maximiliano, que até mesmo contou com as conferências do grande historiador Leopold von Ranke, certamente estimulou sua sede de conhecimentos, tendo ela recebido os primeiros estudos em casa, com a mãe. Desde a infância a jovem princesa demonstrava enorme paixão por geografia, biologia e pela cultura de países não europeus. Autodidata, ela adquiriu amplo conhecimento nas ciências naturais, porque as universidades alemãs estavam fechadas para o sexo feminino, tendo contado com a ajuda de algumas aulas particulares. Estudou zoologia, geografia, botânica, história natural e idiomas.
A jovem princesa da Baviera, assim como os irmãos, recebeu uma educação fortemente católica em criança já demonstrava inclinação para os estudos sobre a natureza e as línguas, chegando a estudar 12 idiomas. Russo e grego eram as línguas que ela mais apreciava e, ao estudá-las, Teresa procurava penetrar nas sutilezas das estruturas da língua, mas também na mentalidade de um povo, lendo toda a literatura disponível do país na língua original, as obras literárias e, sobretudo, trabalhos científicos da geografia e da etnografia, botânica e zoologia campos que estudou com afinco. No lazer, dedicou-se a caminhadas, canoagem, natação, ginástica, patinagem no gelo e equitação por quase toda a vida.

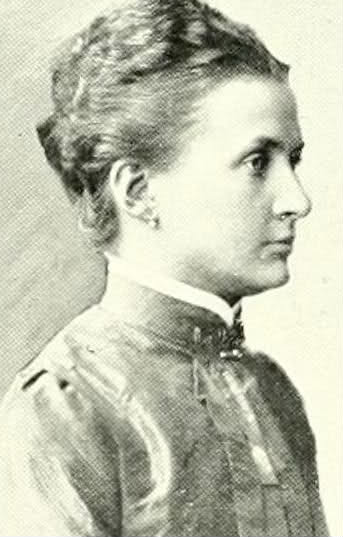
Teresa

Aos 25 anos, começou a viajar de forma incógnita, com propósitos científicos. Percorreu o norte da África, de Argel a Túnis; Itália, Ilha de Malta, Portugal, Espanha e França. Realizou três expedições à América do Sul, nas quais visitou lugares como o Chaco, a bacia do rio da Prata, a Amazônia, Cordilheira dos Andes, deserto do Atacama e Pampas argentinos. Visitou ainda a América Central e do Norte, Rússia, Oriente Próximo e diversos países europeus. 
Devotada exclusivamente à ciência [pois nunca se casou], seria possível descrevê-la como uma das mulheres de maior erudição de seu tempo, dotada de grande sede de saber, férrea disciplina e grande sentido do dever. A princesa sentia-se uma pessoa estranha em seu próprio círculo
Em suas viagens, não abria mão da máquina fotográfica, algo que, além de inovador, confere um caráter singular aos registros feitos durante as viagens. Além disso, também costumava fazer alguns desenhos à mão que posteriormente eram aperfeiçoados em reproduções feitas por pintores.

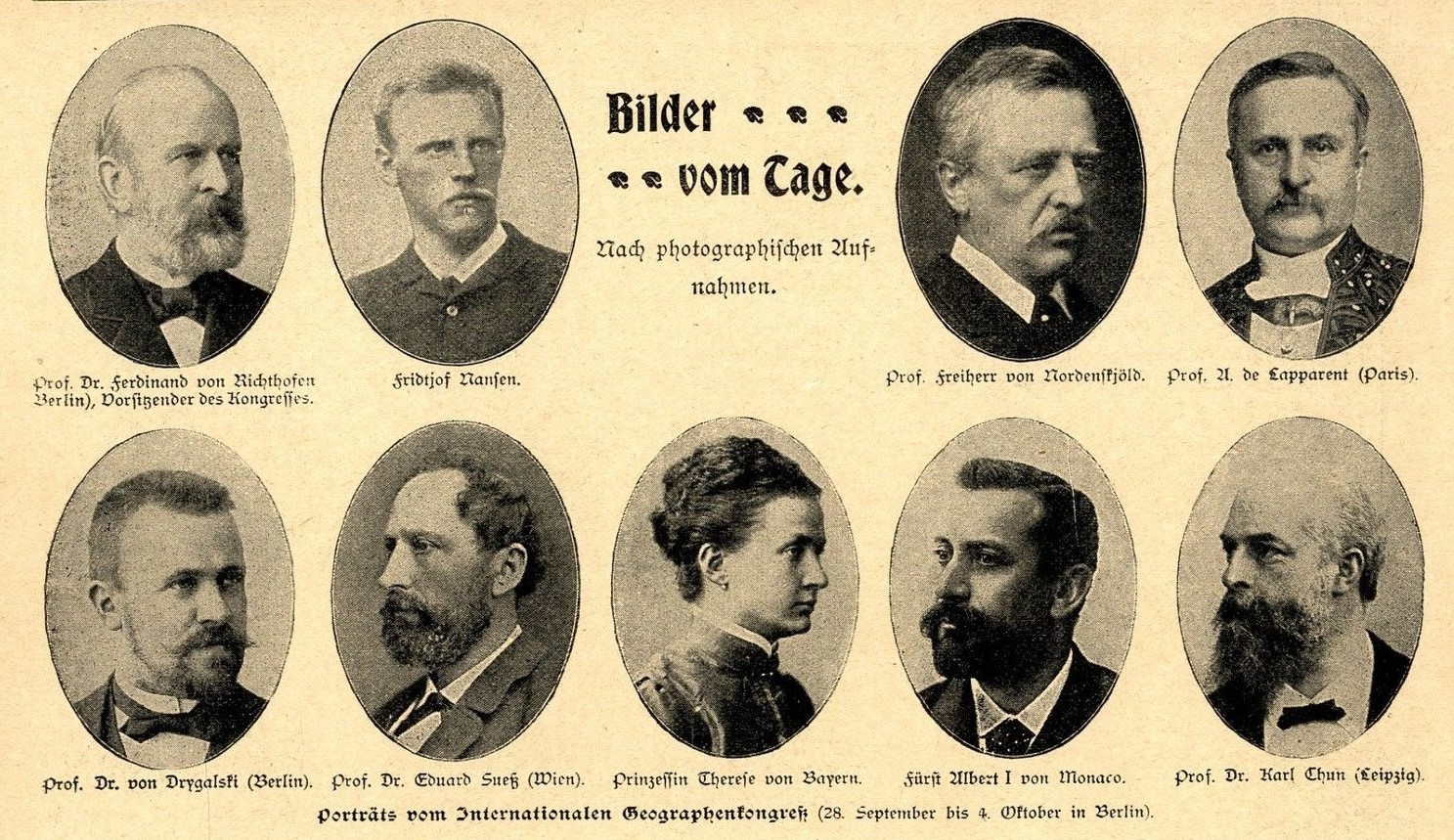
Congresso Internacional de Geógrafos em Berlim (1899). Em sentido anti-horário: Prof. Dr. Ferdinand von Richthofen, Fridtjof Nansen, Prof. Frhr. Adolf Erik von Nordenskiöld, Prof. Albert de Lapparent, Prof. Dr. Erich von Drygalski, Prof. Dr. Eduard Suess, Teresa da Baviera, Alberto I de Mônaco e Prof. Dr. Karl Thun

O resultado dessas viagens foi a criação de uma coleção particular impressionante de cerca de 2.500 objetos, a maioria de cunho etnográfico, e como resultado das observações uma vasta produção escrita. Com alguma demora, o reconhecimento ao seu trabalho de pesquisa, desenvolvido em diversos países, veio entre os anos de 1897 e 1909. Cumpre ressaltar que naquele momento em que a ciência era dominada pelos homens, Teresa assinava suas obras como Th. von Bayern para evitar represálias ou discriminação. E descobriu novas espécies, bem como teve seu nome dado a um lagarto. Sua contribuição à história natural foi tanta que em vida tornou-se sócia ou membro de várias entidades científicas como a Sociedade Geográfica de Munique e a Real Academia de Ciências da Baviera, em 1892 (foi a primeira mulher aceita nessa associação). Foi também correspondente da Sociedade de Geografia de Lisboa em 1897, da Sociedade Geográfica de Viena em 1898, da Sociedade Antropológica da Áustria em 1900, da Sociedade de Americanistas de Paris entre 1908 e 1909, da Federação de Cientistas Alemães em 1910, da Sociedade Alemã de Antropologia, Etnologia e Pré-História de Berlim em 1913 e da Sociedade de Antropologia de Munique em 1920.
Recebeu honrarias em reconhecimento ao seu trabalho, como a medalha da Áustria-Hungria para a Ciência e Arte (1908) e o título de Officier de lInstruction Publique pelo ministério francês da educação (1909). Por fim, em 1897, recebeu o título de doutor honoris causa pela Universidade de Munique. Ela foi ainda uma ativista, defensora do ensino acadêmico para as mulheres e promoveu a Liga Católica das Mulheres, tendo realizado várias palestras na Alemanha, onde dissertava sobre a fauna e a flora tropicais, bem como discorria sobre os dialetos indígenas sul-americanos.
Mudou-se para sua casa de campo, em Lindau, em 1914, onde residiu até a sua morte por tuberculose, aos 75 anos de idade. Nos seus últimos anos correspondeu-se com diversos estudiosos da Alemanha e do exterior, bem como cultivou um bosque onde reproduzia árvores raras de diversas partes do mundo. Com sua morte, sua magnífica coleção passou a enriquecer o acervo do Museu de Etnologia de Munique.

O príncipe Cristóvão da Grécia e Dinamarca, seu primo em segundo grau, escreveu sobre Teresa em suas memórias: 
Uma parente que vinha nos visitar de vez em quando era a prima da minha mãe, a princesa Teresa da Baviera, que impressionava a todos com sua erudição; ela falava vinte línguas diferentes e respondia livremente em qualquer uma que lhe fosse dirigida. Ela era uma personalidade extremamente interessante, uma cientista conhecida e grande exploradora; havia poucas partes do globo que ela não tivesse visitado, caçando flora e fauna.

## A viagem ao Brasil

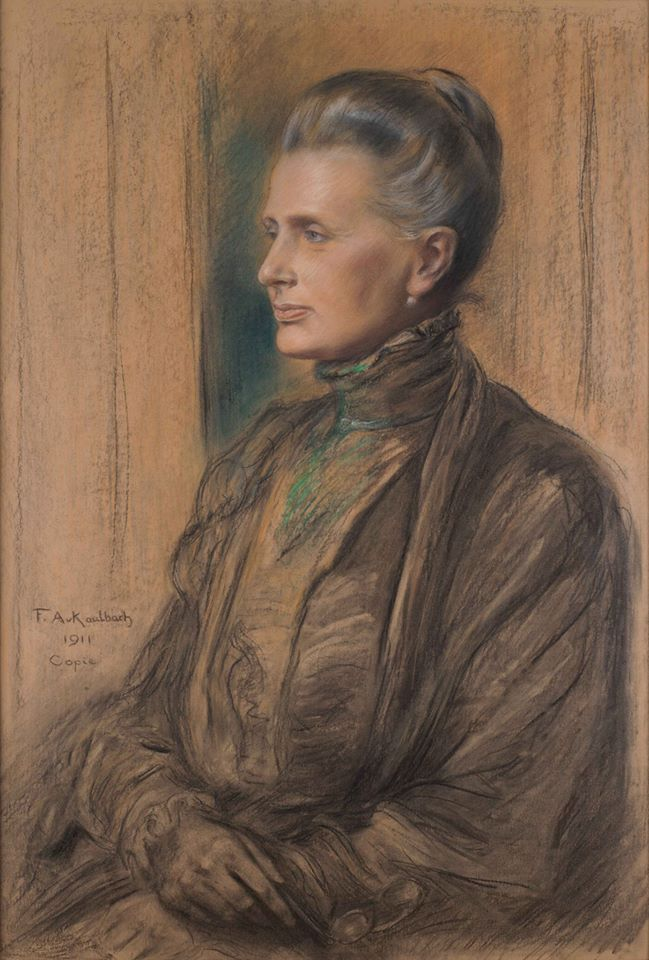
Retrato de Teresa, por Friedrich August von Kaulbach

De acordo com a própria Teresa, sua viagem ao Brasil teve por objetivo "conhecer os trópicos, possivelmente procurar tribos indígenas e coletar plantas, animais e objetos de caráter etnográfico. Como resultado da viagem pode-se registrar, entre outras coisas, a descoberta de algumas espécies e variedades novas de animais e plantas e a constatação da existência de algumas novas jazidas e sítios".
Retornou à Baviera com diversos objetos coletados no Brasil, aos quais destinou o estudo e classificação a especialistas. Contou com a colaboração de naturalistas, zoólogos, botânicos,mineralogistas, paleontologistas e etnógrafos das cidades de Munique, Berlin, Londres, Copenhague e Zurique. Além deles, vale mencionar a colaboração do "Dr. Goldi, do Pará e finalmente [d]o geólogo Prof. Orville A. Derby, de São Paulo".
Contudo, não se dando por satisfeita, estudou ela mesma todos os objetos novamente. Além disso, viajou a Paris e à América do Norte para completar os seus estudos, comparando as peças encontradas no Brasil com objetos provenientes de outros países da América do Norte, Central e do Sul.
Em 2025, a escola de samba brasileira Mocidade Unida da Glória anunciou que o enredo para o Carnaval de Vitória em 2026 vai homenagear a naturalista e princesa alemã Teresa da Baviera com o tema "O Diário Verde de Teresa".

## Obras publicadas
Sabe-se que Teresa da Baviera publicou diversas obras, resultado de suas inúmeras expedições científicas. Contudo, não encontrou-se referências das obras, apenas que em 1880 publicou um ensaio sobre Tunis. A única obra citada na historiografia brasileira é Meine Reise in den braslianischen tropen (em português: Minha Viagem aos trópicos brasileiros), assinada como TH von Bayer, Berlim, 1897.

## Prêmios
- Império Austríaco: 
  - Dama da Ordem da Cruz Estrelada[12]

Monograma real de Teresa

  - Condecoração de Honra pelas Artes e Ciências, 1908[13]
- Espanha: Dama da Ordem das Damas Nobres de Espanha, 1 de novembro de 1864[14]
- Doutor honoris causa pela Universidade de Munique[15]
- Membro honorário da Academia de Ciências da Baviera[16]

Uma espécie de lagarto peruano, o Microlophus theresiae, foi nomeada em sua homenagem.

A abreviatura Therese é usada para indicar Teresa da Baviera como uma autoridade na descrição e classificação científica de plantas.